# Observatoire interministériel sur les sectes
L'Observatoire interministériel sur les sectes était un organisme interministériel de l'État français créé en 1996, avec pour mission d'analyser et de proposer des moyens de lutter contre le phénomène des sectes. Il est remplacé en 1998 par la Mission interministérielle de lutte contre les sectes (MILS), puis en 2002 par la Mission interministérielle de vigilance et de lutte contre les dérives sectaires (MIVILUDES).

## Histoire
L'observatoire est créé à la suite du rapport rendu en 1995 par une commission d'enquête parlementaire sur les sectes, présidée par Alain Gest et dont le rapporteur est Jacques Guyard,,.
Il est institué auprès du Premier ministre français par un décret du 9 mai 1996 et installé le 13 novembre 1996. Son statut d'organisme interministériel, et le fait qu'il soit installé à l'hôtel Matignon, dans les locaux mêmes du Premier ministre, sont des signes de l'importance accordée au sujet.
Il rend un rapport en 1997,, mais son bilan est mitigé, d'après une nouvelle commission d'enquête parlementaire, car s'il a réussi sa missions d'information, il n'a pas assuré de concertation ou de coordination des administrations. Il est remplacé en octobre 1998 par la Mission interministérielle de lutte contre les sectes (MILS), aux compétences élargies et davantage offensives,.

## Liste des membres
Les membres nommés en 1996 lors de la création de l'organisme sont :
- rapporteur général : Antoine Guerrier de Dumast[b]
- personnalités qualifiées (nommées pour trois ans)[c] :
  - Jean-Marie Abgrall, psychiatre
  - Jean-Jacques Andrieux, directeur général de l'Association française pour la sauvegarde de l'enfance et de l'adolescence
  - Jean-Pierre Brard, député
  - Jean-Paul Delevoye, sénateur, président de l'Association des maires de France
  - Michel Dreyfus-Schmidt, sénateur
  - Alain Gest, député
  - Daniel Groscolas, inspecteur général de l'Éducation nationale
  - Jacques Guyard, député
  - Jean-Jacques Hyest, sénateur
  - Chantal Lebatard, vice-président de l'Union nationale des associations familiales
  - Jean-Pierre Morin
  - Denis Rapone, maître des requêtes au Conseil d'État
- représentants des ministères[d] :
  - pour le Premier ministre :
    - Jean-Michel Roulet, préfet, conseiller pour les affaires intérieures et de sécurité au cabinet du Premier ministre
    - Jean-Claude Antonetti, magistrat, conseiller technique au cabinet du Premier ministre

  - pour le Garde des Sceaux, ministre de la Justice :
    - Marc Moinard, directeur des Affaires criminelles et des Grâces
    - Francis Cavarroc, directeur des Affaires civiles et du Sceau
    - Cécile Chatel-Petit, directeur de la Protection judiciaire de la jeunesse

  - pour le ministre de l'Éducation nationale, de l'Enseignement supérieur et de la Recherche :
    - Alain Boissinot, directeur des Lycées et Collèges
    - Marcel Duhamel, directeur des Écoles

  - pour le ministre de la Défense :
    - Bernard Prévost, directeur général de la Gendarmerie nationale

  - pour le ministre des Affaires étrangères :
    - Lucien Champenois, conseiller pour les Affaires religieuses

  - pour le ministre des Affaires sociales :
    - Pierre Gauthier, directeur de l'Action sociale

  - pour le ministre de l'Intérieur :
    - Claude Guéant, directeur général de la Police nationale
    - Jean-Paul Faugère, directeur des Libertés publiques et des Affaires juridiques
    - Bernard Gravet, directeur central de la Police judiciaire
    - Yves Bertrand, directeur central des Renseignements généraux

  - pour le ministre de la Ville :
    - Gérard Moreau, directeur de la Population et des Migrations

  - pour le ministre de l'Outre-mer :
    - Henri-Michel Comet, directeur des Affaires politiques, administratives et financières de l'outre-mer

  - pour le ministre du Budget :
    - André Barilari, directeur général des Impôts

  - pour le ministre de l'Action humanitaire :
    - Michel Peltier, conseiller technique au cabinet du secrétaire d'État